# Piratuba
Piratuba est une ville brésilienne de l'ouest de l'État de Santa Catarina.

## Géographie
Piratuba se situe par une latitude de 27° 25′ 11″ sud et par une longitude de 51° 46′ 19″ ouest, à une altitude de 430 mètres.
Sa population était de 4 786 habitants au recensement de 2010. La municipalité s'étend sur 146 km2.
Elle fait partie de la microrégion de Concórdia, dans la mésorégion Ouest de Santa Catarina.

## Histoire
L'histoire de Piratuba commence en 1910, avec la construction de la voie ferrée São Paulo-Rio Grande do Sul. L'entreprise responsable des travaux, la "Brazil Railway", monta dans la région un campement pour les ouvriers qui sera ensuite baptisée Vila do Rio do Peixe.
En 1964, pendant des fouilles à la recherche de pétrole, la compagnie Petrobrás localisa une nappe d'eau thermale à plus de 674 m de profondeur. Ces eaux attirèrent de nombreux touristes à Piratuba. Été ou hiver, les eaux de Piratuba jaillissent toujours à 38,6 °C.
En plus de leur utilisation pour le loisir, ces eaux possèdent également des propriétés thérapeutiques.

## Tourisme

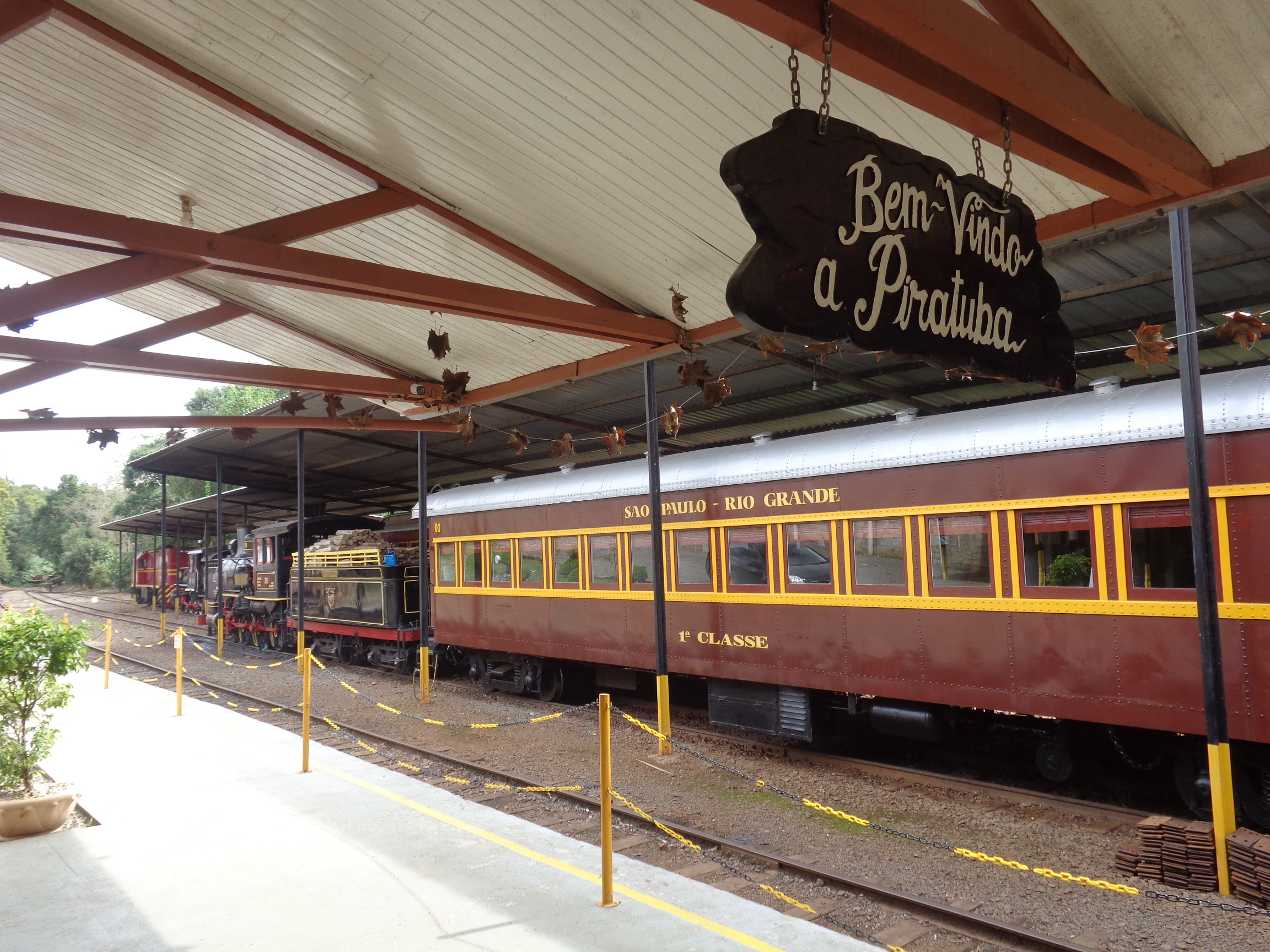
La gare de Piratuba, l'une des attractions touristiques de la ville.

La découverte d'eaux thermales sulfureuses, aux riches propriétés minérales et thérapeutiques, entraina la création d'un complexe de balnéothérapie, dirigée par la Companhia Hidromineral de Piratuba. La ville est aujourd'hui connue dans tout le pays. Un jet d'eau chaude de 30 m de hauteur est la principale attraction touristique de Piratuba. Située dans la vallée du rio do Peixe, Piratuba propose également des activités de pleine nature comme la pratique du trekking ou des promenades en barque sur le lac artificiel de l'usine hydro-électrique de Machadinho.

## Culture
Diverses fêtes animent la ville tout au long de l'année. En janvier se déroule la Kerbfest et la Nuit de Hawaii; en février, la fête de l'anniversaire de la ville; en mars, la FECAPI, la Nuit Italienne et la Festa do Agricultor; en septembre la Semana Farroupilha; en novembre l'ouverture de la saison d'été; en décembre le bal de Réveillon et le Noël de Lumière. Les dimanches et les jours fériés se déroule une démonstration du jet d'eau qui atteint 30 m de hauteur sous pression naturelle.

## Administration
La municipalité est constituée de deux districts :
- Piratuba (siège du pouvoir municipal)
- Uruguai

## Villes voisines
Piratuba est voisine des municipalités (municípios) suivantes :
- Alto Bela Vista
- Ipira
- Capinzal
- Machadinho dans l'État du Rio Grande do Sul
- Maximiliano de Almeida dans l'État du Rio Grande do Sul
- Marcelino Ramos dans l'État du Rio Grande do Sul